# Spondias tuberosa
Spondias tuberosa är en sumakväxtart som beskrevs av Manoel Arruda da Cámara. Spondias tuberosa ingår i släktet Spondias och familjen sumakväxter. Inga underarter finns listade i Catalogue of Life.